# Jane Evelyn Atwoodová
Jane Evelyn Atwoodová (nepřechýleně Atwood; * 15. prosince 1947) je americká fotografka, která od roku 1971 žije v Paříži. Při práci především s dokumentární fotografií Atwoodová typicky sleduje skupiny lidí nebo jednotlivce, zaměřuje se hlavně na lidi, kteří jsou na okraji společnosti. Atwoodová vydala deset knih se svými fotografiemi, dvakrát získala Grant W. Eugena Smitha v humanistické fotografii, dále získala ocenění Grand Prix Paris Match for Photojournalism, Cenu Oskara Barnacka, Alfred Eisenstadt Award a dvakrát Hasselblad Foundation Grant.

## Životopis
Atwoodová získala svůj první fotoaparát v roce 1975, s nímž začala fotografovat skupinu prostitutek v Paříži. V roce 1980 získala grant W. Eugena Smitha na projekt týkající se slepých dětí. Do té doby nikdy fotografie nepublikovala.

### Too Much Time: Women in Prison
Od roku 1989 Atwoodová začala pracovat na desetileté fotografické studii, která se zabývala ženami ve vězení. Inspirací k uskutečnění tohoto projektu se rozhodla poté, co jí francouzské věznice odmítly přístup do mužských pokojů, protože byla žena. Získala přístup do více než 40 věznic, včetně nejtvrdších věznic ve východní a západní Evropě a ve Spojených státech, a také do cely smrti.
Too Much Time: Women in Prison je desetiletá fotografická dokumentární studie o zkušenostech žen ve vězení a poskytuje čtenářům exkluzivní pohled na zacházení s vězni v sérii 150 černobílých fotografií, které pořídila při setkání s vězněnými ženami, které souhlasily se zveřejněním v knize. Mezi obrázky jsou napsány příběhy žen, představené stylem rozhovoru Tonyho Parkera.

### Rue des Lombards a další díla
Mezi další témata děl Atwoodové patří prostitutky v Paříži (Rue des Lombards, 1976), slepé děti, Dárfúr a Haiti. Atwoodová také provedla čtyřletou studii škod způsobeného nášlapnými minami v Kambodži, Angole, Kosovu, Mosambiku a Afghánistánu (The Tncreasing Anonymity of the Enemy).
Atwoodová se navíc účastnila neo-mediálních projektů pořádaných francouzskou fotografickou institucí 24h.com.
V roce 2008 Atwoodová představila svou práci na fotografickém festivalu v Rencontres d'Arles ve Francii.

## Publikace
- Rue des Lombards.
  - 1976.
  - Re-edice: Editions Xavier Barral, 2011.
- Dialogues de Nuit. Éditions Jean-Jacques Pauvert/Ramsay, 1981.
- Nachtlicher Alltag. Mahnert-Lueg Verlag, 1981.
- Legionnaires. Francie: Hologramme, 1986.
- Exterieur Nuit. Francie: Éditions Actes Sud, Photo Poche Société, Centre National de Photo, 1998.
- Too Much Time: Women in Prison.
  - Too Much Time: Women in Prison. Phaidon, 2000.
  - Trop de Peines, Femmes en Prison. France: Editions Albin Michel.
- Sentinelles de l'ombre. Éditions du Seuil, 2004. Fotografie a text o způsobených škodách nášlapnýi minami, Kambodža, Mosambik, Angola, Kosovo a Afghánistán.
- A Contre Coups. Ed. Xavier Barral, 2006. Spolupráce: Annette Lucas.
- Haiti. Francie: Actes Sud, Arles, 2008.
- Badate. Milan: Silvana Editoriale, 2008. A story of the immigration phenomenon of Ukrainian women who care for the Italian elderly.
- Jane Evelyn Atwood. Actes Sud, 2010. PhotoPoche series #125.

## Ocenění
- 1980: W. Eugene Smith Grant v humanistické fotografii, W. Eugene Smith Memorial Fund.[7]
- 1983: Grant Fiacre ministerstva kultury, Francie.
- 1987: 3. cena, příběhy z každodenního života, World Press Photo Awards, World Press Photo, Amsterdam.[9]
- 1988: Fiacre Grant ministerstva kultury, Francie.
- 1990: Paris-Match of Journalism Photo Award.
- 1994: Grant Hasselblad Foundation.
- 1996: Marc Flament z Ministerstva obrany Award.
- 1996: Grand Prix du Portfolio de la Societe Civile des Auteurs Multimedia (SCAM).
- 1997: Cena Oskara Barnacka, Leica Camera.
- 1998: Alfred Eisenstadt Award for Magazine Photography.[10]
- 2000: Cena France Info Radio za „Trop de Peines, Femmes en Prison“.
- 2003: Grant Hasselblad Foundation.
- 2005: Charles Flint Kellog Award in Arts and Letters, Bard College.[11]

## Výstavy
- 2011: Fotografie 1976–2010, Maison européenne de la photographie, Paříž.[2] Retrospektiva.
- Jane Evelyn Atwood, Photographies 1976–2010, 3. března – 18. července 2020, La Filature, Mylhúzy[12]